# Regierung de Blochausen
Die Regierung de Blochausen war vom 26. Dezember 1874 bis 20. Februar 1885 die Regierung im Großherzogtum Luxemburg, die von Staatsminister Félix de Blochausen gebildet wurde. 
Nachdem Staatsminister Emmanuel Servais Ende 1874 aus Amtsmüdigkeit überraschend um seine Entlassung gebeten hatte, wurde der frühere Generaldirektor für Inneres Félix de Blochausen zu seinem Nachfolger ernannt. 
Schwerpunkt der Außenpolitik der Regierung de Blochausen war die Bestimmung des Verhältnisses zum Deutschen Kaiserreich. Politisch war das Großherzogtum zwar durch die Auflösung des Deutschen Bundes und die Neutralisierung des Landes 1867 unabhängig, durch die Mitgliedschaft im Deutschen Zollverein wurde das Land aber wirtschaftlich immer enger an Deutschland gebunden. An den Entscheidungsgremien des Zollvereins war die Regierung allerdings nicht beteiligt, sodass sie keinen Einfluss auf die Entwicklung der Zollgesetzgebung nehmen konnte. Um diesen Problem zu begegnen, schlug de Blochausen König-Großherzog Wilhelm III. vor, die deutsche Regierung zu ersuchen einen luxemburgischen Vertreter mit beratender Stimme in Zollangelegenheiten in den Bundesrat aufzunehmen. Trotz positiver Reaktion von Reichskanzler Otto von Bismarck kam es nicht dazu, da die Garantiemächte des Zweiten Londoner Vertrages sich dagegen aussprachen, weil dies die Neutralität des Landes eingeschränkt hätte.
Innenpolitisch stieß die Regierung einige Reformen an. Hierzu zählt eine Strafrechtsreform, mit der die aus dem Jahr 1810 geltende Gesetzeslage an die neue Zeit angepasst werden sollte. Dabei standen zwei Reformmodelle zur Auswahl: Das deutsche Reichsstrafgesetzbuch von 1870 und das belgische Strafgesetzbuch von 1867. In einem Bericht von 1875 sprach sich der Generaldirektor der Justiz, Alphonse Funck, für die Übernahme der belgischen Regelungen aus, da die Gesetze des Landes und die Ideen und Bedürfnisse der luxemburgischen Bürger den belgischen Gesetzesvorstellungen näher stünden. Mit einigen Anpassungen wurde das belgische Strafrecht 1879 in Luxemburg eingeführt. Damit wurden ausschließlich auf Sühne und Nützlichkeit abzielende Denktraditionen abgeschafft und Gründen von Schuldunfähigkeit und mildernder Umstände ein größerer Raum eingeräumt. 
Hinzu kam eine durchgreifende Reform des Grundschulwesens. Gegen den Widerstand der konservativen Abgeordneten führte die Regierung mit der Loi Kirpach vom 20. April 1881 die Schulpflicht in der Grundschule von 6 bis 12 Jahren ein. Besonders in den ländlichen Regionen gingen bis dahin die meisten Kinder nicht regelmäßig oder gar nicht zur Schule, da sie den Eltern bei der Feldarbeit halfen. Im Rahmen dieser Reform gab es wieder Debatten um das Verhältnis zwischen Kirche und Staat. Die Verfassung hatte zwar dem Staat die Organisation eines öffentlichen Schulwesens auferlegt, allerdings waren der Kirche erhebliche Eingriffsmöglichkeiten in das Schulwesen gegeben, da die Pfarrer automatisch Mitglieder des Schulvorstandes waren und diesem die Aufsicht über die Lehrer oblag. Begleitet wurde die Schulreform durch ein Gesetz vom 6. Dezember 1876, mit dem die Kinderarbeit eingeschränkt wurde. Die Arbeit von Kindern unter 12 Jahren wurde dabei gänzlich verboten, ebenso Nachtschichten und die Beschäftigung von Jugendlichen unter 16 Jahren in Bergwerken. Auch wurde die Beschäftigung von Frauen in Bergwerken untersagt. 
Die Regierung führte außerdem eine Reform der Armee durch. Das 1868 gegründete Jägerkorps wurde durch Gesetz vom 16. Februar 1881 in das Corps des Gendarmes et Volontaires umgewandelt. Sie bestand nun aus einer Kompanie Gendarmen (125 Mann), einer Kompanie Freiwilliger  (250 Mann) und neun Offizieren. 
Während der scharfen Debatte in der Abgeordnetenkammer über den Zusammenbruch der Banque nationale im Jahr 1881 verteidigte der Generaldirektor für Inneres Paul Eyschen die wirtschaftspolitische Bilanz der Regierung. Er verwies darauf, dass ohne de Blochausen zwei Drittel des Landes nie einen Eisenbahnanschluss erhalten hätten. Ohne die Erweiterung der Nebenstrecken wären einige Verbesserungen in der Landwirtschaft und die Bereitstellung der dafür notwendigen Ressourcen nicht möglich gewesen. Daneben habe die Regierung de Blochausen die Landwirtschaft durch die Gründung einer Landwirtschaftsschule und der Verbesserung des Wasserhaushalts entscheidend gefördert. 
Der Ausbau dieser Nebenstrecken durch die Prinz-Heinrich-Eisenbahn hatte zwischenzeitlich durch finanzielle Schwierigkeiten vor dem Aus gestanden. Erst durch ihre Neugründung als Société luxembougoise des chemins de fer et minières Prince-Henri im Jahr 1877 wurden diese gelöst, sodass im Jahr 1880 140 Kilometer fertiggestellt waren. Im gleichen Jahr begann der Bau von Schmalspurbahnen in die ländlichen Regionen, die im Volksmund Jhangeli, Charly und Benny genannt wurden. 
Der Eisenbahnbau und der Aufstieg der Stahlindustrie führten zu einem Finanzboom, bei dem große Gewinne gemacht werden konnten und der die Gelegenheit für Finanzspekulationen bot. In diese Spekulationen war Regierungschef de Blochausen tief verstrickt. De Blochausen hatte von der Vorgängerregierung die Banque nationale übernommen, die als Konsortialbank, die Emission von Wertpapieren und die Ausgabe von Krediten besorgte. 
Vor der Existenz mehrerer solcher Banken in einem kleinen Land war schon von Kritikern der Regierung gewarnt worden. Die Firmen von Norbert Metz und die der Banque internationale nahestehende Wilhelmsbahngesellschaft weigerten sich Scheine der Banque nationale zu akzeptieren, sodass diese bald in Schwierigkeiten geriet und am 26. September 1881 zusammenbrach. Die dadurch entstandene große Unsicherheit in der Bevölkerung über die Stabilität der Landeswährung führte dazu, dass die Regierung die Verluste der Banknoteninhaber durch die Staatskasse erstattete, was durch einen Kredit in Höhe von 3 Millionen Franken finanziert werden musste. 
Die Veröffentlichung der Beteiligung de Blochausens an fragwürdigen Finanzgeschäften führten schließlich dazu, dass der König-Großherzog ihn entließ.
Amtsvorgänger Emmanuel Servais sondierte für die Bildung einer neuen Regierung. Er schlug den früheren Generaldirektor für Gemeindeangelegenheiten Édouard Thilges vor, der nach einigem Zögern das Amt annahm und eine Regierungsmannschaft im Zeichen der Kontinuität zusammenstellte.
Der Regierung de Blochausen gehörten folgende Kabinettsmitglieder an:

## Erste Regierung de Blochausen (26. Dezember 1874 bis 26. April 1876)
| Amt                                     | Amtsinhaber         | Beginn der Amtszeit | Ende der Amtszeit |
| --------------------------------------- | ------------------- | ------------------- | ----------------- |
| Staatsminister, Präsident der Regierung | Félix de Blochausen | 26. Dezember 1874   | 26. April 1876    |
| Auswärtige Angelegenheiten              | Félix de Blochausen | 26. Dezember 1874   | 26. April 1876    |
| Inneres                                 | Nicolas Salentiny   | 26. Dezember 1874   | 26. April 1876    |
| Justiz                                  | Alphonse Funck      | 26. Dezember 1874   | 26. April 1876    |
| öffentliche Arbeiten                    | Victor de Roebé     | 26. Dezember 1874   | 26. April 1876    |

## Zweite de Blochausen (26. April 1876 bis 7. Juli 1876)1
| Amt                                     | Amtsinhaber         | Beginn der Amtszeit | Ende der Amtszeit |
| --------------------------------------- | ------------------- | ------------------- | ----------------- |
| Staatsminister, Präsident der Regierung | Félix de Blochausen | 26. April 1876      | 7. Juli 1876      |
| Auswärtige Angelegenheiten              | Félix de Blochausen | 26. April 1876      | 7. Juli 1876      |
| Inneres                                 | Nicolas Salentiny   | 26. April 1876      | 7. Juli 1876      |
| öffentliche Arbeiten                    | Victor de Roebé     | 26. April 1876      | 7. Juli 1876      |

Fußnoten
1Die Aufgaben der Generaldirektion Justiz wurden nach dem Tode Funcks vorübergehend von den anderen Abteilungen wahrgenommen.

## Dritte Regierung de Blochausen (7. Juli 1876 bis 6. August 1878)
| Amt                                     | Amtsinhaber         | Beginn der Amtszeit | Ende der Amtszeit |
| --------------------------------------- | ------------------- | ------------------- | ----------------- |
| Staatsminister, Präsident der Regierung | Félix de Blochausen | 7. Juli 1876        | 6. August 1878    |
| Auswärtige Angelegenheiten              | Félix de Blochausen | 7. Juli 1876        | 6. August 1878    |
| Inneres                                 | Nicolas Salentiny   | 7. Juli 1876        | 6. August 1878    |
| Justiz                                  | Paul Eyschen        | 7. Juli 1876        | 6. August 1878    |
| Finanzen                                | Victor de Roebé     | 7. Juli 1876        | 6. August 1878    |

## Vierte Regierung de Blochausen (6. August 1878 bis 21. September 1882)
| Amt                                     | Amtsinhaber         | Beginn der Amtszeit | Ende der Amtszeit  |
| --------------------------------------- | ------------------- | ------------------- | ------------------ |
| Staatsminister, Präsident der Regierung | Félix de Blochausen | 6. August 1878      | 21. September 1882 |
| Auswärtige Angelegenheiten              | Félix de Blochausen | 6. August 1878      | 21. September 1882 |
| Inneres                                 | Henri Kirpach       | 6. August 1878      | 21. September 1882 |
| Justiz                                  | Paul Eyschen        | 6. August 1878      | 21. September 1882 |
| Finanzen                                | Victor de Roebé     | 6. August 1878      | 21. September 1882 |

## Fünfte Regierung de Blochausen (21. September 1882 bis 12. Oktober 1882)2
| Amt                                     | Amtsinhaber         | Beginn der Amtszeit | Ende der Amtszeit |
| --------------------------------------- | ------------------- | ------------------- | ----------------- |
| Staatsminister, Präsident der Regierung | Félix de Blochausen | 21. September 1882  | 12. Oktober 1882  |
| Auswärtige Angelegenheiten              | Félix de Blochausen | 21. September 1882  | 12. Oktober 1882  |
| Inneres                                 | Henri Kirpach       | 21. September 1882  | 12. Oktober 1882  |
| Justiz                                  | Paul Eyschen        | 21. September 1882  | 12. Oktober 1882  |

Fußnoten
2Die Aufgaben der Generaldirektion Finanzen wurden vorübergehend von den anderen Abteilungen wahrgenommen.

## Sechste Regierung de Blochausen (12. Oktober 1882 bis 20. Februar 1885)
| Amt                                     | Amtsinhaber         | Beginn der Amtszeit | Ende der Amtszeit |
| --------------------------------------- | ------------------- | ------------------- | ----------------- |
| Staatsminister, Präsident der Regierung | Félix de Blochausen | 12. Oktober 1882    | 20. Februar 1885  |
| Auswärtige Angelegenheiten              | Félix de Blochausen | 12. Oktober 1882    | 20. Februar 1885  |
| Inneres                                 | Henri Kirpach       | 12. Oktober 1882    | 20. Februar 1885  |
| Justiz                                  | Paul Eyschen        | 12. Oktober 1882    | 20. Februar 1885  |
| Finanzen                                | Mathias Mongenast   | 12. Oktober 1882    | 20. Februar 1885  |